# Châteauneuf (Wandea)
Châteauneuf – miejscowość i gmina we Francji, w regionie Kraj Loary, w departamencie Wandea.
Według danych na rok 1990 gminę zamieszkiwało 520 osób, a gęstość zaludnienia wynosiła 33 osób/km² (wśród 1504 gmin Kraju Loary Châteauneuf plasuje się na 832. miejscu pod względem liczby ludności, natomiast pod względem powierzchni na miejscu 746.).